# Безрук Валерій Михайлович
Безрук Валерій Михайлович (нар. 19 серпня 1949, Опішня) — український науковець в галузі інфокомунікаційних мереж зв'язку, радіозв'язку та інфокомунікаційних технологій, доктор технічних наук, професор, академік Академії наук прикладної радіоелектроніки [Архівовано 26 жовтня 2018 у Wayback Machine.], академік Академії зв'язку України, завідувач кафедри «Інформаційно-мережної інженерії» ХНУРЕ, член редакційної колегії журналу «Східно-Європейський журнал передових технологій».

## Біографія
Народився в с. Опішня Полтавської області 19 серпня 1949 року. У 1967 році поступив до Харківського політехнічного інституту, де навчався на радіотехнічному факультеті. У 1973 році отримав диплом з відзнакою за спеціальністю «Радіотехніка». Після закінчення інституту був запрошений на посаду інженера до центрального конструкторського бюро «Протон» [Архівовано 25 лютого 2021 у Wayback Machine.] м. Харкова. З 1981 року почав працювати асистентом кафедри багатоканального зв'язку Харківського інституту радіоелектроніки (ХІРЕ), вже через три роки у 1984 році, після навчання в аспірантурі, захистив дисертацію за спеціальністю 05.12.17 «Радіотехнічні та телевізійні системи». У 2004 році, захистивши докторську дисертацію за тою самою спеціальністю, отримав звання доктора технічних наук, а в 2006 році став професором кафедри «Мережі зв'язку», що утворилася з кафедри багатоканального зв'язку. У 2009 році В. М. Безрук стає завідувачем кафедри після обрання за конкурсом. У 2017 році кафедра «Мережі зв'язку» було перейменовано у кафедру «Інформаційно-мережна інженерія». [Архівовано 14 лютого 2021 у Wayback Machine.]

## Наукові інтереси
Головні сфери наукових зацікавлень становлять:
- Математичне моделювання та багатокритеріальна оптимізація мереж зв'язку;
- Розпізнавання сигналів у радіотехнічних системах з метою підвищення ефективності вирішення задач у галузях телекомунікацій, радіолокації та автоматизованому радіоконтролю;
- Розпізнавання випадкових сигналів для розв'язання різних прикладних задач в галузях телекомунікацій, радіолокації та автоматизованому радіоконтролю, технічної та медичної діагностики;
- Когнітивне радіо та методи дослідження в когнітивних системах радіозв'язку.

Під його науковим керівництвом проведені 3 Міжнародні наукові конференції «Наукоємні технології в інфокомунікаціях» (у 2016 р., 2017 р., 2018 р.) та за його науковим редагуванням видано 3 колективні монографії учасників конференції.
За його сприяння було направлено студентів на навчання в межах укладених угод з університетами м. Вільдау (Німеччина), м. Варшава (Польща), м. Пардубіце (Чехія). На запрошення В'єтнамської Академії наук космічних технологій у 2010 р. Безрук В. М. прочитав цикл лекцій у м. Ханої, а у 2011 р. організував на базі ХНУРЕ навчання в'єтнамських спеціалістів. З 2016 року став координатором програми
«Еразмус+», в рамках якої прочитав цикл лекцій в університеті м. Пардубіце (Чехія).

## Творчий доробок
Валерій Михайлович Безрук є автором понад 350 друкованих праць в галузі інфокомунікаційних та мережних технологій, автоматизованого радіоконтролю та радіолокації. Серед його робіт 9 навчальних посібників та 2 патенти, а також 10 монографій:
- «Векторна оптимізація та статистичне моделювання в автоматизованому проектуванні систем зв'язку» (2002 р.)
- «Теоретические основы проектирования систем распознавания сигналов для автоматизированного радиоконтроля» (2007 р.)
- «Telecommunications Networks. Current status and future trends» (2012 р.)
- «Многокритериальная оптимизация проектных решений при планировании сотовых сетей мобильной связи» (2013 р.)
- «Наукоемкие технологии в инфокомуникациях. Обработка и защита информации» (2013 р.)
- «Многокритериальный анализ и выбор средств телекоммуникаций» (2017 р.)
- «Multi-criteria routing optimization in ad hoc networks» (2018 р.)
- «Науковоємні технології оптимізації та керування в інфокомунікаційних мережах» (2019 р.)
- «Optimization and mathematical modeling of communication networks» (2019 р.)
- «Модели линейного предсказания в статистической радиотехнике» (2020 р.)

## Нагороди
Неодноразово нагороджений грамотами Міністерства освіти та науки, Міністерства зв'язку, Науково-технічного товариства радіотехніки, електроніки та зв'язку України, Харківського національного університету радіоелектроніки, Харківської обласної ради.
В 2011 році став переможцем конкурсу ХНУРЕ «Кращий за фахом» у номінації «Викладач-лектор».